# Azadirachta

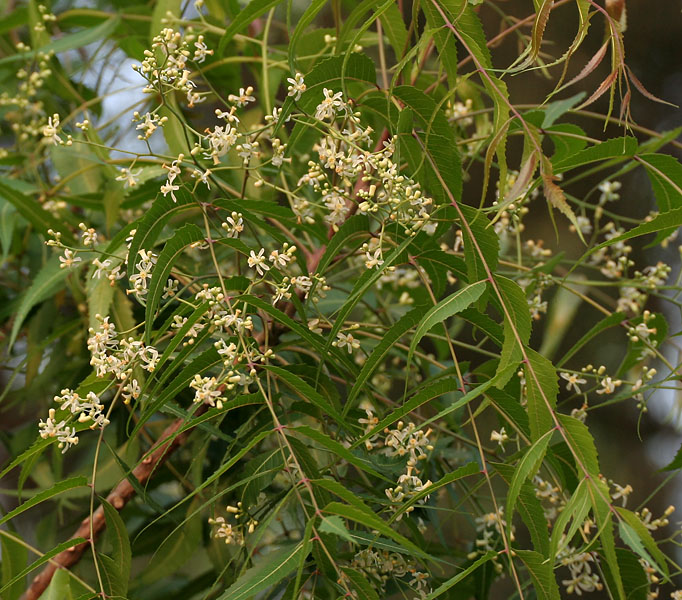
A. indica em flor.

Azadirachta A.Juss. é um género que inclui duas espécies de árvores da família Meliaceae (mognos)
, ambas com distribuição natural na região indomalaia. Devido à grande variabilidade morfológica das espécies integradas neste género, foram propostas numerosas espécies, mas presentemente apenas duas são reconhecidas como taxonomicamente válidas, Azadirachta excelsa e Azadirachta indica, esta última uma árvore com grande interesse económico.

## Descrição
O género Azadiracha foi descrito por Adrien-Henri de Jussieu e publicado em Mémoires du Muséum d'Histoire Naturelle 19: 220. 1830. As plantas deste género são árvores perenes, monoicas, com tricomas simples, até 15 m de altura, por vezes até aos 20 m de altura, tronco curto e robusto, ritidoma de coloração acastanhada café, enrugado e fissurado.
As folhas têm até 40 cm de comprimento, com 4–9 pares de folíolos opostos; folíolos ovado-lanceolados a lanceolados, fortemente falcados, com até 9 cm de comprimento e 3 cm de largura, ápice largamente acuminado, base muito assimétrica, margens grosseiramente serrado, glabras.
Florescem num inflorescência do tipo panícula axilar, com até 35 cm de comprimento. As flores apresentam cálice 5-lobado até à metade inferior, com 5 pétalas livres, imbricadas, de coloração esbranquiçada, formando um tubo estaminal cilíndrico, ligeiramente expandido no ápice, terminado por 10 apêndices arredondados ou truncados, emarginados ou bilobados, por vezes unidos e formando um volito; disco anular, fundido à base do ovário; ovário 3-locular, cada lóculo com 2 óvulos colaterais, estilete escassamente expandido, terminando em 3 lobos estigmáticos agudos e parcialmente fundidos, de coloração creme.
O fruto é uma drupa elipsoide, 1,5–1,8 cm de comprimento, amarela; sementes 1–2 com endocarpo cartilaginoso.
O género inclui presentemente duas espécies que podem ser representadas no seguinte cladograma com base no Catalogue of Life:
| Azadirachta | \| \| Azadirachta excelsa (Jack) M.Jacobs \| \| \| \| \| \| Azadirachta indica A.Juss. \| \| \| \| |
|             | \| \| Azadirachta excelsa (Jack) M.Jacobs \| \| \| \| \| \| Azadirachta indica A.Juss. \| \| \| \| |
|             | Azadirachta excelsa (Jack) M.Jacobs                                                                |
|             | |
|             | Azadirachta indica A.Juss.                                                                         |
|             | |

A espécie Azadirachta indica, conhecida por árvore nim, é utilizada comerciamente na produção demadeira e para produzir um óleo, o óleo de nim, amplamente utilizada em medicina tradicional e na indústria dos cosméticos. A espécie é também cultivada como árvore ornamental nas regiões tropicais e subtropicais, estando naturalizada em diversas regiões.
Na medicina tradicional indiana, ainda muito praticada na Índia e restantes países do sudoeste asiático, a resina destas árvores é considerada como detentora de importantes propriedade medicinais. Um componente da resina foi comprovado como um insecticida eficiente, designado por azadirachtina. Outro componente é eficiente como antifúngico.
Estas espécies não devem ser confundidas com Melia azedarach, uma árvore de um género diferente, embora também pertencente à família dos mognos.